# Tunisiano
Tunisiano, pseudonimo di Bachir Baccour (Deuil-la-Barre, 19 maggio 1979), è un rapper francese.

## Discografia
- 1995 – Fidèle au rap
- 1997 – Tu disais quoi?
- 1998 – Rapide comme un serpent, 2ème Morsure
- 1999 – Graine de Star
- 2001 – Du rire aux larmes
- 2003 – Gravé dans la Roche
- 2006 – Trait pour trait
- 2009 – C'est pas fini
- 2011 – À toute épreuve
- 2018 – Personnalité suspectes